# Saison 2015 des Reds de Cincinnati
La saison 2015 des Reds de Cincinnati est la 134e saison en Ligue majeure de baseball et la 126e en Ligue nationale pour cette franchise. 
Le Great American Ball Park, où évoluent les Reds depuis 2003, accueille le 14 juillet 2015 le 86e match des étoiles du baseball majeur, une première à Cincinnati depuis 1988.
En 2015, les Reds connaissent une saison difficile et font largement confiance à des recrues inexpérimentées dans les deux derniers tiers de la campagne, pour finir avec seulement 64 victoires et 98 défaites, le 3e plus haut total de défaites en une saison dans leur histoire, et leur pire saison depuis leur record de 101 revers en 1982. Perdants de 12 matchs de plus qu'en 2014, les Reds terminent derniers de la division Centrale de la Ligue nationale et seul Philadelphie perd plus de matchs dans les majeures. Dans une année où Johnny Cueto, le lanceur étoile à sa dernière année de contrat, est transféré à Kansas City à la date limite des échanges, les Reds battent un record des majeures vieux de 1902 en alignant des recrues comme lanceurs partants dans 64 matchs de suite, et ont une recrue au monticule pour amorcer 110 de leurs 162 matchs. 

## Contexte
En 2014, les Reds encaissent 14 défaites de plus qu'en 2013 et terminent au 4e rang sur 5 équipes dans la division Centrale de la Ligue nationale avec 76 victoires et 86 revers. C'est pour Cincinnati une première saison perdante en 3 ans et la première fois que le club rate les séries éliminatoires depuis 2011.

## Intersaison

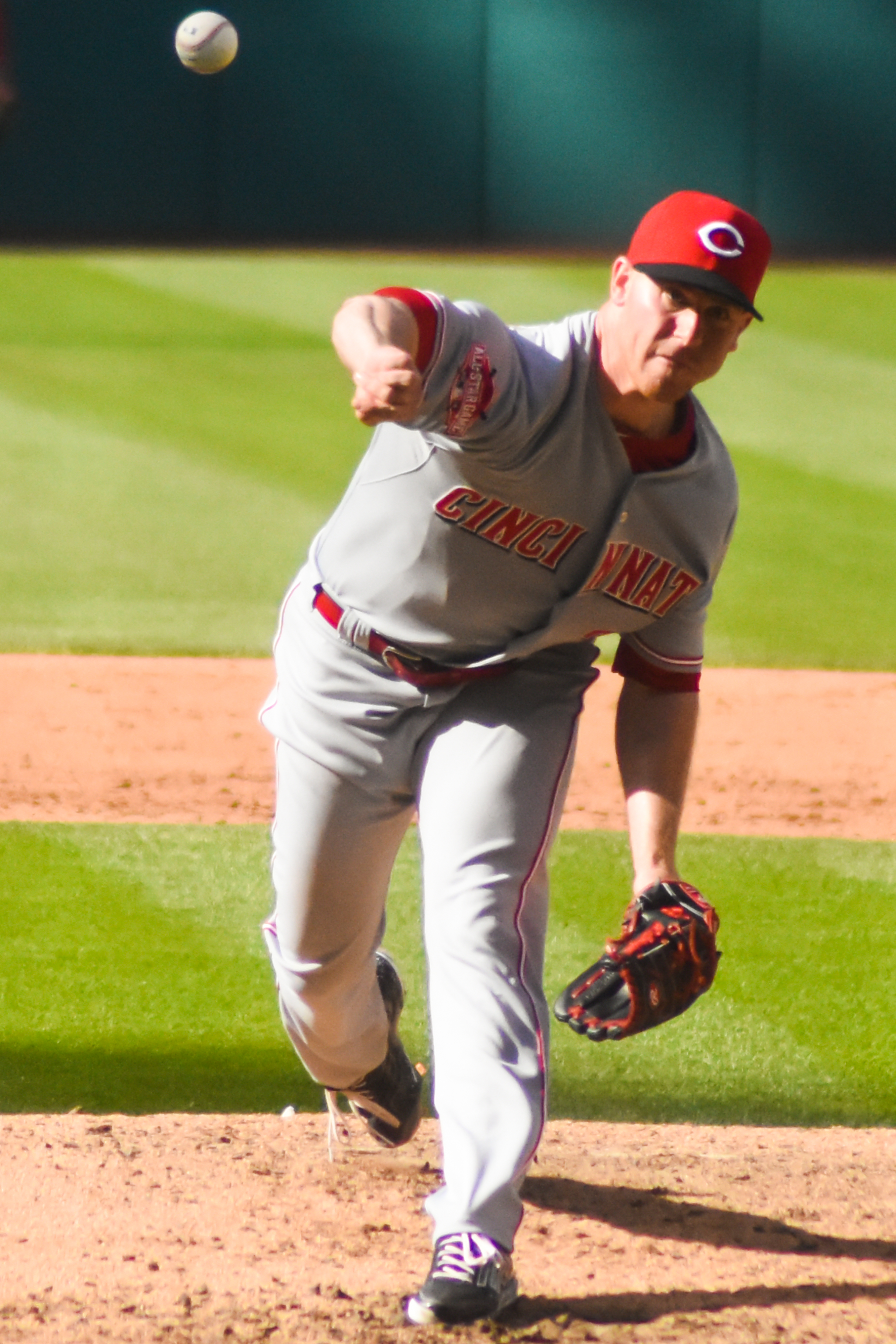
Image de match

Le 11 décembre 2014, les Reds échangent deux de leurs lanceurs partants : les droitiers Alfredo Simón et Mat Latos passent aux Tigers de Détroit et aux Marlins de Miami, respectivement, dans un mouvement de personnel qui rapporte 4 nouveaux joueurs, dont le lanceur droitier Anthony DeSclafani des Marlins.
Le 31 décembre, les Reds font l'acquisition du vétéran voltigeur Marlon Byrd des Phillies de Philadelphie.
En janvier 2015, le receveur Devin Mesoraco signe une prolongation de contrat de 4 saisons pour 28 millions de dollars avec Cincinnati.
Le 7 février 2015, le lanceur de relève droitier Burke Badenhop, après une très bonne saison 2014 chez les Red Sox de Boston, rejoint Cincinnati pour un an. Le même jour, le vétéran releveur droitier Kevin Gregg signe un contrat des ligues mineures avec les Reds.

## Calendrier pré-saison
L'entraînement de printemps 2015 des Reds se déroule du 3 mars au 2 avril.

## Saison régulière
La saison régulière de 162 matchs des Reds débute le 6 avril à Cincinnati avec la visite des Pirates de Pittsburgh et se termine le 4 octobre suivant.

### Classement
| Ligue nationale division Centrale | V   | D  | %    | Diff. | Diff. (séries) |
| --------------------------------- | --- | -- | ---- | ----- | -------------- |
| Cardinals de Saint-Louis          | 100 | 62 | ,617 | -     | -              |
| Pirates de Pittsburgh             | 98  | 64 | ,605 | 2     | +1             |
| Cubs de Chicago                   | 97  | 65 | ,599 | 3     | -              |
| Brewers de Milwaukee              | 68  | 94 | ,420 | 32    | 29             |
| Reds de Cincinnati                | 64  | 98 | ,395 | 36    | 33             |

### Mai
- 1er mai : Les Reds annoncent que leur lanceur partant droitier Homer Bailey doit subir une opération de type Tommy John au coude droit qui le gardera hors du jeu jusqu'en 2016[17].

### Juin
- 14 juin : Avec 5 buts volés face aux Cubs de Chicago, Billy Hamilton égale le record de franchise des Reds établi en 2005 par Ryan Freel[18].

### Juillet
- 25 juillet : Cole Hamels de Philadelphie met fin à la séquence de 7 920 parties sans que les Cubs de Chicago ne soient victimes d'un matchs sans coup sûr. Cette série qui durait depuis près de 50 ans étant terminée, ce sont les Reds qui ont la plus longue séquence en cours, n'ayant pas été victime d'une partie sans coup sûr depuis celle de Rick Wise contre eux le 23 juin 1971[19],[20].
- 26 juillet : Les Reds échangent aux Royals de Kansas City leur lanceur partant étoile Johnny Cueto, un droitier, contre les lanceurs gauchers Brandon Finnegan, John Lamb et Cody Reed[21].

### Septembre
- 11 septembre : Les Reds emploient une recrue comme lanceur partant pour un 42e match de suite, battant un record établi en 1902 par les Cardinals de Saint-Louis[7].

### Octobre
- 3 octobre : Le directeur général des Reds, Walt Jocketty, annonce que le gérant Bryan Price sera de retour à la barre de l'équipe en 2016[22].
- 4 octobre : Les Reds concluent la saison régulière avec un lanceur partant recrue pour un 64e match de suite, record des majeures, et une 110e fois dans l'année[8], le record étant de 124 par les Marlins de la Floride en 1998[7].

## Affiliations en ligues mineures
| Niveau            | Équipe                        | Ligue                      |
| ----------------- | ----------------------------- | -------------------------- |
| AAA               | Bats de Louisville            | Ligue internationale       |
| AA                | Blue Wahoos de Pensacola      | Southern League            |
| A-Advanced        | Tortugas de Daytona           | Ligue de l'État de Floride |
| A                 | Dragons de Dayton             | Midwest League             |
| Ligue des recrues | Mustangs de Billings          | Pioneer League             |
| Ligue des recrues | Reds de la Ligue de l'Arizona | Ligue de l'Arizona         |
| Ligue des recrues | DSL Reds                      | Dominican Summer League    |
| Ligue des recrues | DSL Rojos                     | Dominican Summer League    |